# Џејмс Трифунов
Џејмс "Џим" Трифунов (Труакс, 18. јул 1903 — Винипег, 27. јун 1993) био је канадски рвач српског порекла, троструки олимпијац и освајач олимпијске медаље.